# Мейо, О Джей
Овинтон Дж’Энтони «О Джей» Мейо (англ. Ovinton J'Anthony "O. J." Mayo; родился 5 ноября 1987 года в Хантингтоне, Западная Виргиния) — американский профессиональный баскетболист, играющий на позиции атакующего защитника. На драфте 2008 года был выбран под 3-м номером командой «Миннесота Тимбервулвз».

## Биография

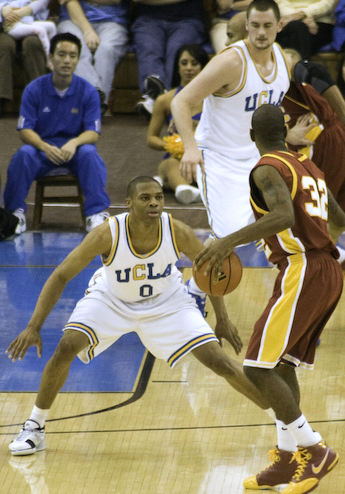
О Джей Мейо в игре против игроков университета УКЛА Рассела Уэстбрука и Кевина Лава

Мейо с ранних лет считался чрезвычайно перспективным баскетболистом. Во времена выступлений за школу Хантингтона, его считали одним из самых перспективных школьников США. Он выделялся на фоне своих одноклубников, создавалось впечатление, что Мейо — это взрослый, сложившийся баскетболист попавший в школьную команду. Вокруг него было сконцентрировано огромное внимание, игры с его участием собирали большое количество зрителей. Считалось, что он был готов к НБА уже по окончании старшей школы.
В 2007 году Мейо поступил в Университет Южной Калифорнии. В ожидании сезона, он начал играть в баскетбол против текущих НБА игроков Коби Брайанта, Сэм Кассела, Кевина Гарнетта, Джейсона Кидда, Адама Моррисона и других. В свой первый год он стал одним из лучших игроков NCAA, набирая 21 очко, 4,5 подбора, 3,5 передачи и 1,5 перехвата в среднем за матч. По итогам сезона Мейо попал в символическую сборную конференции All-Pac 10. Проучившись один год, О Джей решил не оставаться в университете и выставил свою кандидатуру на драфт 2008 года. Мейо был выбран под третьим номером клубом «Миннесота Тимбервулвз». В тот же день он был обменян в «Мемфис Гриззлис», вместе с Марко Яричем, Антуаном Уокером и Грегом Бакнером на другого новичка, Кевина Лава (5-й пик) вместе с Майком Миллером, Брайаном Кардиналом и Джейсоном Коллинзом.

### Мемфис Гриззлис

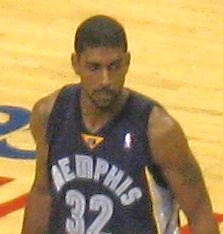
О Джей Мейо в форме «Мемфис Гриззлис»

В свой дебютный сезон 2008/09 Мейо в первых десяти матчах он набрал 210 очков. Мейо набирал 30 и более очков семь раз за сезон, стал лучшим среди новичков ассоциации по количеству очков, набираемых в среднем за игру (18,5), и по ходу сезона считался одним из главных претендентов на звание новичка года. В итоге О Джей занял в опросе журналистов второе место, уступив Деррику Роузу из «Чикаго Буллз», и был включён в первую сборную новичков НБА.
29 января 2011 года НБА отстранила О Джея Мейо на десять матчей вследствие употребления игроком допинга. Анализы Мейо дали положительный результат на присутствие в его организме запрещенного препарата дегидроэпиандростерона (ДГЭА).
В сокращенном сезона 2011/12 Мейо принял участие во всех 66 матчах, начиная игры со скамейки. Когда его спросили, имеет ли значение, что его перевели в резерв, он ответил: «Я бы не так сказал, я вероятно сказал бы, что вы думаете?»

### Даллас Маверикс
По окончании сезона 2011/12 «Гриззлис» не подписали квалификационное предложение с Мейо, что сделало его неограниченно свободным агентом. 16 июля 2012 года Мейо через Twitter заявил о достижении договоренности с «Даллас Маверикс»: «Я буду подписываться с Далласом! Mavsnation #». 19 июля Мейо подписал двухлетний контракт с «Маверикс» на сумму $ 8,5 миллионов долларов. Мейо был лучшим бомбардиром команды за первые два месяца сезона 2012/13. Его результативность значительно сократилась после перерыва на Матч всех звёзд, когда звёздный игрок Дирк Новицки вернулся в команду, пропустив первые 27 игр сезона из-за травмы. До всезвёздного уик-енда показатели побед/поражений «Маверикс» составляли 23-29, «бродяги» предприняли рывок на финише чемпионата для того чтобы попасть в плей-офф. Однако одержанных побед (41-41) оказалось недостаточно (10 на Западе) и «Маверикс» пропустили плей-офф впервые с 2000 года. О Джей за сезон 2012/13 в среднем набирал 15,3 очка, 4,4 передачи и 3,5 подбора, играя в среднем 35,5 минут за игру. 18 апреля 2013 года Мейо отказался от опции игрока о продлении своего контракта на следующий сезон и стал свободным агентом.

### Милуоки Бакс
В начале июля 2013 года Мейо вёл переговоры с командами «Лос-Анджелес Клипперс», «Миннесота Тимбервулвз» и «Милуоки Бакс». 13 июля он заключил трёхлетний контракт с «Милуоки Бакс» на сумму 24 млн долларов. Мейо был призван заменить покинувшего команду защитника Монту Эллиса. При этом Эллис, ставший свободным агентом, 13 июля 2013 года подписал трёхлетний контракт с бывшим клубом Мейо «Даллас Маверикс» на сумму 25 млн долларов.
1 июля 2016 года Мейо был дисквалифицирован НБА на 2 года за употребление наркотиков.

## Статистика

### Статистика в НБА
| Сезон                                                                                    | Команда | Регулярный сезон | Регулярный сезон | Регулярный сезон | Регулярный сезон | Регулярный сезон | Регулярный сезон | Регулярный сезон | Регулярный сезон | Регулярный сезон | Регулярный сезон | Регулярный сезон | Серия плей-офф | Серия плей-офф | Серия плей-офф | Серия плей-офф | Серия плей-офф | Серия плей-офф | Серия плей-офф | Серия плей-офф | Серия плей-офф | Серия плей-офф | Серия плей-офф |
| Сезон                                                                                    | Команда | GP               | GS               | MPG              | FG%              | 3P%              | FT%              | RPG              | APG              | SPG              | BPG              | PPG              | GP             | GS             | MPG            | FG%            | 3P%            | FT%            | RPG            | APG            | SPG            | BPG            | PPG            |
| ---------------------------------------------------------------------------------------- | ------- | ---------------- | ---------------- | ---------------- | ---------------- | ---------------- | ---------------- | ---------------- | ---------------- | ---------------- | ---------------- | ---------------- | -------------- | -------------- | -------------- | -------------- | -------------- | -------------- | -------------- | -------------- | -------------- | -------------- | -------------- |
| 2008/09                                                                                  | Мемфис  | 82               | 82               | 38,1             | 43,8             | 38,4             | 87,9             | 3,8              | 3,2              | 1,1              | 0,2              | 18,5             | Не участвовал  | Не участвовал  | Не участвовал  | Не участвовал  | Не участвовал  | Не участвовал  | Не участвовал  | Не участвовал  | Не участвовал  | Не участвовал  | Не участвовал  |
| 2009/10                                                                                  | Мемфис  | 82               | 82               | 38,0             | 45,8             | 38,3             | 80,9             | 3,8              | 3,0              | 1,2              | 0,2              | 17,5             | Не участвовал  | Не участвовал  | Не участвовал  | Не участвовал  | Не участвовал  | Не участвовал  | Не участвовал  | Не участвовал  | Не участвовал  | Не участвовал  | Не участвовал  |
| 2010/11                                                                                  | Мемфис  | 71               | 17               | 26,3             | 40,7             | 36,4             | 75,6             | 2,4              | 2,0              | 1,0              | 0,4              | 11,3             | 13             | 2              | 27,9           | 38,8           | 40,8           | 79,3           | 3,2            | 2,4            | 0,8            | 0,3            | 11,3           |
| 2011/12                                                                                  | Мемфис  | 66               | 0                | 26,8             | 40,8             | 36,4             | 77,3             | 3,2              | 2,6              | 1,1              | 0,3              | 12,6             | 7              | 0              | 23,3           | 27,4           | 29,2           | 77,8           | 3,6            | 2,1            | 1,3            | 0,1            | 8,9            |
| 2012/13                                                                                  | Даллас  | 82               | 82               | 35,5             | 44,9             | 40,7             | 82,0             | 3,5              | 4,4              | 1,1              | 0,3              | 15,3             | Не участвовал  | Не участвовал  | Не участвовал  | Не участвовал  | Не участвовал  | Не участвовал  | Не участвовал  | Не участвовал  | Не участвовал  | Не участвовал  | Не участвовал  |
| 2013/14                                                                                  | Милуоки | 52               | 23               | 25,9             | 40,7             | 37,0             | 86,4             | 2,4              | 2,2              | 0,5              | 0,3              | 11,7             | Не участвовал  | Не участвовал  | Не участвовал  | Не участвовал  | Не участвовал  | Не участвовал  | Не участвовал  | Не участвовал  | Не участвовал  | Не участвовал  | Не участвовал  |
| 2014/15                                                                                  | Милуоки | 71               | 15               | 23,9             | 42,2             | 35,7             | 82,7             | 2,6              | 2,8              | 0,8              | 0,3              | 11,4             | 6              | 0              | 26,0           | 33,3           | 31,6           | 100,0          | 3,3            | 3,0            | 1,2            | 0,2            | 9,0            |
| 2015/16                                                                                  | Милуоки | 41               | 24               | 26,6             | 37,1             | 32,1             | 77,5             | 2,6              | 2,9              | 1,2              | 0,2              | 7,8              | Не участвовал  | Не участвовал  | Не участвовал  | Не участвовал  | Не участвовал  | Не участвовал  | Не участвовал  | Не участвовал  | Не участвовал  | Не участвовал  | Не участвовал  |
|                                                                                          | Всего   | 547              | 325              | 30,9             | 42,9             | 37,3             | 82,0             | 3,1              | 2,9              | 1,0              | 0,3              | 13,8             | 26             | 2              | 26,2           | 34,8           | 35,9           | 82,4           | 3,3            | 2,5            | 1,0            | 0,2            | 10,1           |
| Наведите курсор мыши на аббревиатуры в заголовке таблицы, чтобы прочесть их расшифровку. |         |                  |                  |                  |                  |                  |                  |                  |                  |                  |                  |                  |                |                |                |                |                |                |                |                |                |                |                |

### Статистика в NCAA
| Сезон | Команда | Conf   | Class | GP | GS | MPG  | FG%  | 3P%  | FT%  | RPG | APG | SPG | BPG | PPG  |
| --- | ------- | ------ | ----- | -- | -- | ---- | ---- | ---- | ---- | --- | --- | --- | --- | ---- |
| 2007/08 | УСК     | Pac-10 | FR    | 33 | 32 | 36,8 | 44,2 | 40,9 | 80,3 | 4,5 | 3,3 | 1,5 | 0,4 | 20,7 |
| Всего | Всего   | Всего  | Всего | 33 | 32 | 36,8 | 44,2 | 40,9 | 80,3 | 4,5 | 3,3 | 1,5 | 0,4 | 20,7 |
| Наведите курсор мыши на аббревиатуры в заголовке таблицы, чтобы прочесть их расшифровку Статистика приведена с сайта sports-reference.com |         |        |       |    |    |      |      |      |      |     |     |     |     |      |

### Статистика в других лигах
| Сезон | Команда                 | Лига                  | GP  | GS | MPG  | FG%  | 3P%  | FT%  | RPG | APG | SPG | BPG | PFL | TOV | PPG  |
| --- | ----------------------- | --------------------- | --- | -- | ---- | ---- | ---- | ---- | --- | --- | --- | --- | --- | --- | ---- |
| 2017/18 | Атлетикос де Сан-Херман | Чемпионат Пуэрто-Рико | 21  | 18 | 29,1 | 39,0 | 34,7 | 83,3 | 3,9 | 3,5 | 1,0 | 0,1 | 3,0 | 1,9 | 13,4 |
| 2019/20 | Ляонин Флаин Леопардс   | КБА                   | 21  | 21 | 37,3 | 54,7 | 42,9 | 83,8 | 6,5 | 3,8 | 2,3 | 0,1 | 3,2 | 2,3 | 28,2 |
| 2020/21 | Ляонин Флаин Леопардс   | КБА                   | 57  | 40 | 27,8 | 51,0 | 43,9 | 89,6 | 4,8 | 2,9 | 1,4 | 0,1 | 2,8 | 1,8 | 19,4 |
| 2021/22 | Все клубы               | Все лиги              | 26  | 1  | 13,7 | 40,8 | 37,9 | 80,0 | 1,4 | 0,6 | 0,5 | 0,0 | 1,7 | 1,0 | 5,5  |
| 2021/22 | УНИКС                   | Евролига              | 20  | 0  | 13,1 | 45,3 | 45,1 | 77,8 | 1,2 | 0,6 | 0,5 | 0,0 | 2,0 | 1,0 | 5,8  |
| 2021/22 | УНИКС                   | Единая лига ВТБ       | 6   | 1  | 15,8 | 28,6 | 13,3 | 83,3 | 2,0 | 0,7 | 0,5 | 0,2 | 0,8 | 0,8 | 4,5  |
| Всего | Всего                   | Всего                 | 125 | 80 | 26,7 | 49,2 | 41,4 | 86,5 | 4,2 | 2,7 | 1,3 | 0,1 | 2,7 | 1,7 | 17,0 |
| В КБА | В КБА                   | В КБА                 | 78  | 61 | 30,4 | 52,3 | 43,6 | 87,4 | 5,3 | 3,1 | 1,6 | 0,1 | 2,9 | 1,9 | 21,7 |
| Наведите курсор мыши на аббревиатуры в заголовке таблицы, чтобы прочесть их расшифровку Статистика приведена с сайта basketball.realgm.com |                         |                       |     |    |      |      |      |      |     |     |     |     |     |     |      |